# Élections municipales de 2003 dans le Bas-Saint-Laurent
 (décembre 2023).
Si vous disposez d'ouvrages ou d'articles de référence ou si vous connaissez des sites web de qualité traitant du thème abordé ici, merci de compléter l'article en donnant les références utiles à sa vérifiabilité et en les liant à la section « Notes et références ».
Les élections municipales québécoises de 2003 se déroulent le 2 novembre 2003. Elles permettent d'élire les maires et les conseillers de chacune des municipalités locales du Québec, ainsi que les préfets de quelques municipalités régionales de comté.

## Bas-Saint-Laurent

### Albertville
| Poste/District                                           | Élu              | Type d'élection |
| -------------------------------------------------------- | ---------------- | --------------- |
| 1                                                        | Alain Blanchette | Sans opposition |
| 4                                                        | Irenée Charest   | Sans opposition |
| 6                                                        | Gilberte Potvin  | Sans opposition |
| Électeurs : n/a Votants : n/a Taux de participation: n/a |                  |                 |

### Esprit-Saint
| Poste/District                                           | Élu                  | Type d'élection |
| -------------------------------------------------------- | -------------------- | --------------- |
| 1                                                        | Richard Ouellet      | Sans opposition |
| 4                                                        | Lucienne Bouchard    | Sans opposition |
| 5                                                        | Marie-Reine Turcotte | Sans opposition |
| Électeurs : n/a Votants : n/a Taux de participation: n/a |                      |                 |

### Grand-Métis
| Poste/District                                           | Élu               | Type d'élection |
| -------------------------------------------------------- | ----------------- | --------------- |
| 3                                                        | Marcel Fournier   | Sans opposition |
| 4                                                        | Richard Fournier  | Sans opposition |
| 6                                                        | Gilberte Fournier | Sans opposition |
| Électeurs : n/a Votants : n/a Taux de participation: n/a |                   |                 |

### Grosses-Roches
| Poste/District                                            | Élu                 | Type d'élection |
| --------------------------------------------------------- | ------------------- | --------------- |
| Maire                                                     | Victoire Marin      | Sans opposition |
| 1                                                         | Joel Bernier        | Scrutin         |
| 2                                                         | Léopold Coulombe    | Sans opposition |
| 3                                                         | Paquerette Coulombe | Scrutin         |
| 4                                                         | Nathalie Desjardins | Scrutin         |
| 5                                                         | Calixa Martin       | Scrutin         |
| 6                                                         | Gilbert Fournier    | Scrutin         |
| Électeurs : 366 Votants : 237 Taux de participation: 65 % |                     |                 |

### La Pocatière
| Poste/District                                           | Élu                 | Type d'élection |
| -------------------------------------------------------- | ------------------- | --------------- |
| Maire                                                    | André Théberge      | Sans opposition |
| 1                                                        | Daniel Pelletier    | Sans opposition |
| 2                                                        | Réjean Deschenes    | Sans opposition |
| 3                                                        | Daniel Dubé         | Sans opposition |
| 4                                                        | Gilles Laplante     | Sans opposition |
| 5                                                        | Rosaire Lévesque    | Sans opposition |
| 6                                                        | Pierre-André Dumais | Sans opposition |
| Électeurs : n/a Votants : n/a Taux de participation: n/a |                     |                 |

### La Rédemption
| Poste/District                                            | Élu                  | Type d'élection |
| --------------------------------------------------------- | -------------------- | --------------- |
| 2                                                         | Carmen Morisset-Audy | Scrutin         |
| 3                                                         | Mario Ricard         | Scrutin         |
| 6                                                         | Oscar Ouellet        | Scrutin         |
| Électeurs : 406 Votants : 186 Taux de participation: 46 % |                      |                 |

### La Trinité-des-Monts
| Poste/District                                           | Élu                 | Type d'élection |
| -------------------------------------------------------- | ------------------- | --------------- |
| 2                                                        | Normand Labelle     | Sans opposition |
| 4                                                        | Hélène Beaudoin     | Sans opposition |
| 5                                                        | Marcelle Denoncourt | Sans opposition |
| Électeurs : n/a Votants : n/a Taux de participation: n/a |                     |                 |

### Lac-des-Aigles
| Poste/District                                           | Élu             | Type d'élection |
| -------------------------------------------------------- | --------------- | --------------- |
| 1                                                        | Michel Dubé     | Sans opposition |
| 5                                                        | Herman Caron    | Sans opposition |
| 6                                                        | Jacques Boucher | Sans opposition |
| Électeurs : n/a Votants : n/a Taux de participation: n/a |                 |                 |

### Notre-Dame-des-Neiges
| Poste/District                                              | Élu              | Type d'élection |
| ----------------------------------------------------------- | ---------------- | --------------- |
| 1                                                           | Hector Jean      | Scrutin         |
| 3                                                           | Yvon Bélanger    | Scrutin         |
| 5                                                           | Philippe Leclerc | Sans opposition |
| 6                                                           | Gilles Pigeon    | Sans opposition |
| Électeurs : 1 204 Votants : 404 Taux de participation: 34 % |                  |                 |

### Notre-Dame-des-Sept-Douleurs
| Poste/District                                            | Élu             | Type d'élection |
| --------------------------------------------------------- | --------------- | --------------- |
| Maire                                                     | Gilbert Delage  | Scrutin         |
| 1                                                         | Charles Methé   | Sans opposition |
| 2                                                         | Francis Michaud | Sans opposition |
| 3                                                         | Denis Cusson    | Scrutin         |
| 4                                                         | Louise Newbury  | Sans opposition |
| Électeurs : 139 Votants : 131 Taux de participation: 94 % |                 |                 |

### Packington
| Poste/District                                            | Élu                  | Type d'élection |
| --------------------------------------------------------- | -------------------- | --------------- |
| 3                                                         | Lionel Mailloux      | Scrutin         |
| 5                                                         | Michel Lacasse       | Sans opposition |
| 6                                                         | Marie-Paule Beaulieu | Sans opposition |
| Électeurs : 585 Votants : 433 Taux de participation: 74 % |                      |                 |

### Padoue
| Poste/District                                           | Élu                   | Type d'élection |
| -------------------------------------------------------- | --------------------- | --------------- |
| 1                                                        | Marie-Lourdes Durette | Sans opposition |
| 2                                                        | Denis Côté            | Sans opposition |
| 6                                                        | Jean-Guy Boudreau     | Sans opposition |
| Électeurs : n/a Votants : n/a Taux de participation: n/a |                       |                 |

### Rivière-Ouelle
| Poste/District                                           | Élu            | Type d'élection |
| -------------------------------------------------------- | -------------- | --------------- |
| Maire                                                    | Roger Richard  | Sans opposition |
| 1                                                        | Éliane Aubut   | Sans opposition |
| 2                                                        | Marc Richard   | Sans opposition |
| 3                                                        | Gilles Hudon   | Sans opposition |
| 4                                                        | René Landry    | Sans opposition |
| 5                                                        | Daniel Scherer | Sans opposition |
| 6                                                        | Dominic Morin  | Sans opposition |
| Électeurs : n/a Votants : n/a Taux de participation: n/a |                |                 |

### Saint-Adelme
| Poste/District                                            | Élu                   | Type d'élection |
| --------------------------------------------------------- | --------------------- | --------------- |
| 1                                                         | Judith Truchon        | Sans opposition |
| 2                                                         | Johanne Thibault      | Scrutin         |
| 3                                                         | Jeanne-Mance Gauthier | Sans opposition |
| 4                                                         | Marie Dextraze-Lagacé | Scrutin         |
| 5                                                         | Marc Gauthier         | Sans opposition |
| Électeurs : 471 Votants : 149 Taux de participation: 32 % |                       |                 |

### Saint-Alexandre-de-Kamouraska
| Poste/District                                           | Élu             | Type d'élection |
| -------------------------------------------------------- | --------------- | --------------- |
| 1                                                        | Paul Labrie     | Sans opposition |
| 2                                                        | Réal Garon      | Sans opposition |
| 3                                                        | Aline Chouinard | Sans opposition |
| Électeurs : n/a Votants : n/a Taux de participation: n/a |                 |                 |

### Saint-Alexandre-des-Lacs
| Poste/District                                            | Élu             | Type d'élection |
| --------------------------------------------------------- | --------------- | --------------- |
| 4                                                         | Clément Pilote  | Sans opposition |
| 5                                                         | Germain Lamarre | Sans opposition |
| 6                                                         | Manon Doucet    | Scrutin         |
| Électeurs : 264 Votants : 146 Taux de participation: 55 % |                 |                 |

### Saint-Anaclet-de-Lessard
| Poste/District                                           | Élu                    | Type d'élection |
| -------------------------------------------------------- | ---------------------- | --------------- |
| 1                                                        | Claire Lepage          | Sans opposition |
| 2                                                        | Carole Massé-Pelletier | Sans opposition |
| 5                                                        | Raoul Gagnon           | Sans opposition |
| Électeurs : n/a Votants : n/a Taux de participation: n/a |                        |                 |

### Saint-Arsène
| Poste/District                                            | Élu                 | Type d'élection |
| --------------------------------------------------------- | ------------------- | --------------- |
| Maire                                                     | Gaétan Michaud      | Scrutin         |
| 1                                                         | Nelson Ouellet      | Scrutin         |
| 2                                                         | Raynald Caillouette | Sans opposition |
| 3                                                         | Pierre Bérubé       | Sans opposition |
| 4                                                         | Frédéric Jean       | Scrutin         |
| 5                                                         | Gilbert Dumont      | Sans opposition |
| 6                                                         | Richard Lebel       | Sans opposition |
| Électeurs : 879 Votants : 559 Taux de participation: 64 % |                     |                 |

### Saint-Bruno-de-Kamouraska
| Poste/District                                            | Élu                  | Type d'élection |
| --------------------------------------------------------- | -------------------- | --------------- |
| 1                                                         | Mario Dionne         | Sans opposition |
| 2                                                         | Aimé Morin           | Scrutin         |
| 4                                                         | Jocelyn Dionne       | Scrutin         |
| 5                                                         | Denis Laboissonnière | Sans opposition |
| 6                                                         | Ghislain Dionne      | Sans opposition |
| Électeurs : 562 Votants : 360 Taux de participation: 64 % |                      |                 |

### Saint-Clément
| Poste/District                                           | Élu              | Type d'élection |
| -------------------------------------------------------- | ---------------- | --------------- |
| 1                                                        | Falvius Roy      | Sans opposition |
| 5                                                        | Fabien Cayouette | Sans opposition |
| 6                                                        | Martin Roy       | Sans opposition |
| Électeurs : n/a Votants : n/a Taux de participation: n/a |                  |                 |

### Saint-Cléophas
| Poste/District                                           | Élu             | Type d'élection |
| -------------------------------------------------------- | --------------- | --------------- |
| 1                                                        | Marcel Bélanger | Sans opposition |
| 2                                                        | Lise Dompierre  | Sans opposition |
| 4                                                        | Bruno Gauvin    | Sans opposition |
| Électeurs : n/a Votants : n/a Taux de participation: n/a |                 |                 |

### Saint-Cyprien
| Poste/District                                           | Élu             | Type d'élection |
| -------------------------------------------------------- | --------------- | --------------- |
| 1                                                        | Martin Ouellet  | Sans opposition |
| 3                                                        | Blondin Ouellet | Sans opposition |
| 4                                                        | Josée Roy       | Sans opposition |
| Électeurs : n/a Votants : n/a Taux de participation: n/a |                 |                 |

### Saint-Damase
| Poste/District                                           | Élu               | Type d'élection |
| -------------------------------------------------------- | ----------------- | --------------- |
| 1                                                        | Nicole Ross       | Sans opposition |
| 3                                                        | Viateur Robichaud | Sans opposition |
| 5                                                        | France Gagné      | Sans opposition |
| Électeurs : n/a Votants : n/a Taux de participation: n/a |                   |                 |

### Saint-Denis
| Poste/District                                           | Élu             | Type d'élection |
| -------------------------------------------------------- | --------------- | --------------- |
| 1                                                        | Alain Pelletier | Sans opposition |
| 5                                                        | Gaétan Garon    | Sans opposition |
| 6                                                        | Roger Dubé      | Sans opposition |
| Électeurs : n/a Votants : n/a Taux de participation: n/a |                 |                 |

### Saint-Donat
| Poste/District                                           | Élu               | Type d'élection |
| -------------------------------------------------------- | ----------------- | --------------- |
| 1                                                        | Serge-Éric Picard | Sans opposition |
| 4                                                        | Johanne Canuel    | Sans opposition |
| 5                                                        | Jean-Guy Fortin   | Sans opposition |
| Électeurs : n/a Votants : n/a Taux de participation: n/a |                   |                 |

### Saint-Épiphane
| Poste/District                                            | Élu                  | Type d'élection |
| --------------------------------------------------------- | -------------------- | --------------- |
| Maire                                                     | Daniel Thériault     | Scrutin         |
| 1                                                         | René Harton          | Scrutin         |
| 2                                                         | Benoit Coté          | Sans opposition |
| 3                                                         | Bruno Santerre       | Scrutin         |
| 4                                                         | Michel Michaud       | Sans opposition |
| 5                                                         | Valérie Saint-Pierre | Sans opposition |
| 6                                                         | Marcel Rouleau       | Sans opposition |
| Électeurs : 694 Votants : 440 Taux de participation: 63 % |                      |                 |

### Saint-Eusèbe
| Poste/District                                           | Élu             | Type d'élection |
| -------------------------------------------------------- | --------------- | --------------- |
| 1                                                        | Gilles Pellerin | Sans opposition |
| 3                                                        | André Lebrun    | Sans opposition |
| 4                                                        | Alain Dubé      | Sans opposition |
| Électeurs : n/a Votants : n/a Taux de participation: n/a |                 |                 |

### Saint-François-Xavier-de-Viger
| Poste/District                                           | Élu             | Type d'élection |
| -------------------------------------------------------- | --------------- | --------------- |
| 2                                                        | Robin Boucher   | Scrutin         |
| 3                                                        | Jacques Jalbert | Sans opposition |
| 4                                                        | André Jalbert   | Sans opposition |
| 5                                                        | Edmond Plourde  | Sans opposition |
| Électeurs : 273 Votants : 87 Taux de participation: 32 % |                 |                 |

### Saint-Germain
| Poste/District                                            | Élu            | Type d'élection |
| --------------------------------------------------------- | -------------- | --------------- |
| 2                                                         | Roger Moreau   | Sans opposition |
| 5                                                         | Monique Potvin | Scrutin         |
| 6                                                         | Yves Leblanc   | Sans opposition |
| Électeurs : 258 Votants : 186 Taux de participation: 72 % |                |                 |

### Saint-Honoré-de-Témiscouata
| Poste/District                                           | Élu              | Type d'élection |
| -------------------------------------------------------- | ---------------- | --------------- |
| 1                                                        | Jean-Guy Ouellet | Sans opposition |
| 2                                                        | Richard Dubé     | Sans opposition |
| 6                                                        |                  | Vacant          |
| Électeurs : n/a Votants : n/a Taux de participation: n/a |                  |                 |

### Saint-Hubert-de-Rivière-du-Loup
| Poste/District                                           | Élu                  | Type d'élection |
| -------------------------------------------------------- | -------------------- | --------------- |
| Maire                                                    | Jacques-M. Martin    | Sans opposition |
| 2                                                        | Félicien Beaulieu    | Sans opposition |
| 3                                                        | Jean-Yves Roy        | Sans opposition |
| 4                                                        | Madeleine S.-Ouellet | Sans opposition |
| 5                                                        | Marc Beaulieu        | Sans opposition |
| Électeurs : n/a Votants : n/a Taux de participation: n/a |                      |                 |

### Saint-Jean-de-Dieu
| Poste/District                                              | Élu               | Type d'élection |
| ----------------------------------------------------------- | ----------------- | --------------- |
| 1                                                           | Gervais Talbot    | Sans opposition |
| 5                                                           | François Rousseau | Scrutin         |
| 6                                                           | Stéphane Rioux    | Scrutin         |
| Électeurs : 1 353 Votants : 404 Taux de participation: 30 % |                   |                 |

### Saint-Jean-de-la-Lande
| Poste/District                                           | Élu                 | Type d'élection |
| -------------------------------------------------------- | ------------------- | --------------- |
| 1                                                        | Pierrette Pelletier | Sans opposition |
| 2                                                        | Serge Boulet        | Sans opposition |
| 3                                                        | Martin Dubé         | Scrutin         |
| Électeurs : 265 Votants : 77 Taux de participation: 29 % |                     |                 |

### Saint-Joseph-de-Lepage
| Poste/District                                           | Élu               | Type d'élection |
| -------------------------------------------------------- | ----------------- | --------------- |
| 1                                                        | Raymonde Bouchard | Sans opposition |
| 4                                                        | Manon Fiola       | Sans opposition |
| 6                                                        | Jasmin Couturier  | Sans opposition |
| Électeurs : n/a Votants : n/a Taux de participation: n/a |                   |                 |

### Saint-Juste-du-Lac
| Poste/District                                           | Élu                  | Type d'élection |
| -------------------------------------------------------- | -------------------- | --------------- |
| 2                                                        | Michèle Bergeron     | Sans opposition |
| 4                                                        | Marcel Soucy         | Sans opposition |
| 6                                                        | Rachel Dubé-Bélanger | Sans opposition |
| Électeurs : n/a Votants : n/a Taux de participation: n/a |                      |                 |

### Saint-Léandre
| Poste/District                                            | Élu                  | Type d'élection |
| --------------------------------------------------------- | -------------------- | --------------- |
| 1                                                         | Jean-Pascal Therrien | Scrutin         |
| 2                                                         | Jean-Marie Bérubé    | Scrutin         |
| 3                                                         | Richard d'Auteuil    | Scrutin         |
| 6                                                         | André Caron          | Scrutin         |
| Électeurs : 360 Votants : 261 Taux de participation: 73 % |                      |                 |

### Saint-Léon-le-Grand
| Poste/District                                            | Élu                | Type d'élection |
| --------------------------------------------------------- | ------------------ | --------------- |
| Maire                                                     | Michel McNicoll    | Sans opposition |
| 4                                                         | Victorien Lévesque | Scrutin         |
| 5                                                         | Pierrette Barrette | Scrutin         |
| 6                                                         | Rémi Lévesque      | Scrutin         |
| Électeurs : 868 Votants : 325 Taux de participation: 37 % |                    |                 |

### Saint-Mathieu-de-Rioux
| Poste/District                                           | Élu            | Type d'élection |
| -------------------------------------------------------- | -------------- | --------------- |
| 3                                                        | Bruno Fournier | Sans opposition |
| 4                                                        | Yvette Ouellet | Sans opposition |
| 5                                                        | Gaston Rioux   | Sans opposition |
| 6                                                        | Pierrette Viel | Sans opposition |
| Électeurs : n/a Votants : n/a Taux de participation: n/a |                |                 |

### Saint-Narcisse-de-Rimouski
| Poste/District                                           | Élu               | Type d'élection |
| -------------------------------------------------------- | ----------------- | --------------- |
| Maire                                                    | Gaston Noël       | Sans opposition |
| 1                                                        | Bruno Lebel       | Sans opposition |
| 2                                                        | Benoit Lavoie     | Sans opposition |
| 3                                                        | Raymond Thibault  | Sans opposition |
| 4                                                        | Eric Lepage       | Sans opposition |
| 5                                                        | Normand Proulx    | Sans opposition |
| 6                                                        | Florence Bélanger | Sans opposition |
| Électeurs : n/a Votants : n/a Taux de participation: n/a |                   |                 |

### Saint-Octave-de-Métis
| Poste/District                                           | Élu             | Type d'élection |
| -------------------------------------------------------- | --------------- | --------------- |
| 2                                                        | Raymonde Savard | Sans opposition |
| 5                                                        | Gaétane Charest | Sans opposition |
| 6                                                        | Denis Morin     | Sans opposition |
| Électeurs : n/a Votants : n/a Taux de participation: n/a |                 |                 |

### Saint-Pascal
| Poste/District                                           | Élu            | Type d'élection |
| -------------------------------------------------------- | -------------- | --------------- |
| Maire                                                    | Cécile Joseph  | Sans opposition |
| 1                                                        | Rénald Bernier | Sans opposition |
| 2                                                        | Denise Garon   | Sans opposition |
| 3                                                        | Thérèse Picard | Sans opposition |
| 4                                                        | Francine Soucy | Sans opposition |
| 5                                                        | Claude Lavoie  | Sans opposition |
| 6                                                        | Rémi Pelletier | Sans opposition |
| Électeurs : n/a Votants : n/a Taux de participation: n/a |                |                 |

### Saint-Paul-de-la-Croix
| Poste/District                                            | Élu                | Type d'élection |
| --------------------------------------------------------- | ------------------ | --------------- |
| Maire                                                     | Philippe Dionne    | Scrutin         |
| 1                                                         | Sylvain Desmeules  | Sans opposition |
| 2                                                         | Isabelle Lagacé    | Scrutin         |
| 3                                                         | Gilles Sigouin     | Scrutin         |
| 4                                                         | Nancy Saint-Pierre | Scrutin         |
| 5                                                         | Robert Lévesque    | Sans opposition |
| 6                                                         | Marie-Jeanne Dubé  | Scrutin         |
| Électeurs : 326 Votants : 201 Taux de participation: 62 % |                    |                 |

### Saint-Philippe-de-Néri
| Poste/District                                           | Élu             | Type d'élection |
| -------------------------------------------------------- | --------------- | --------------- |
| 1                                                        | Michel Dionne   | Sans opposition |
| 3                                                        | Lise Viens      | Sans opposition |
| 6                                                        | François Dionne | Sans opposition |
| Électeurs : n/a Votants : n/a Taux de participation: n/a |                 |                 |

### Saint-Ulric
| Poste/District                                              | Élu              | Type d'élection |
| ----------------------------------------------------------- | ---------------- | --------------- |
| Maire                                                       | Éva Robichaud    | Scrutin         |
| 1                                                           | Gaétan Durette   | Sans opposition |
| 2                                                           | Pierre Thibodeau | Sans opposition |
| 3                                                           | Paul Lagacé      | Sans opposition |
| 4                                                           | Denis Desrosiers | Sans opposition |
| 5                                                           | Daniel Gagné     | Sans opposition |
| 6                                                           | Francine Bérubé  | Sans opposition |
| Électeurs : 1 325 Votants : 564 Taux de participation: 43 % |                  |                 |

### Saint-Valérien
| Poste/District                                            | Élu                    | Type d'élection |
| --------------------------------------------------------- | ---------------------- | --------------- |
| 2                                                         | Michel Turcotte        | Scrutin         |
| 4                                                         | Louise Beaulieu        | Sans opposition |
| 6                                                         | Jean-François Beaulieu | Sans opposition |
| Électeurs : 787 Votants : 130 Taux de participation: 17 % |                        |                 |

### Saint-Vianney
| Poste/District                                            | Élu                | Type d'élection |
| --------------------------------------------------------- | ------------------ | --------------- |
| 1                                                         | Francis Blanchette | Scrutin         |
| 3                                                         | Jocelyne Jean      | Scrutin         |
| 5                                                         | Gaston Desrosiers  | Scrutin         |
| Électeurs : 415 Votants : 286 Taux de participation: 69 % |                    |                 |

### Saint-Zénon-du-Lac-Humqui
| Poste/District                                           | Élu             | Type d'élection |
| -------------------------------------------------------- | --------------- | --------------- |
| 1                                                        | Édouard Boucher | Sans opposition |
| 4                                                        |                 | Vacant          |
| 5                                                        | Normand Henley  | Sans opposition |
| Électeurs : n/a Votants : n/a Taux de participation: n/a |                 |                 |

### Sainte-Angèle-de-Mérici
| Poste/District                                            | Élu                 | Type d'élection |
| --------------------------------------------------------- | ------------------- | --------------- |
| Maire                                                     | Henri-Paul Valcourt | Scrutin         |
| 1                                                         | Stéphane Ouellet    | Sans opposition |
| 2                                                         | Marcel Sylvain      | Scrutin         |
| 3                                                         | Alexandre Barbeau   | Scrutin         |
| 4                                                         | Rita Vignola        | Scrutin         |
| 5                                                         | Julien Pigeon       | Sans opposition |
| 6                                                         | Raymond Drapeau     | Scrutin         |
| Électeurs : 851 Votants : 458 Taux de participation: 54 % |                     |                 |

### Sainte-Félicité
| Poste/District                                           | Élu              | Type d'élection |
| -------------------------------------------------------- | ---------------- | --------------- |
| Maire                                                    | Carol Gauthier   | Sans opposition |
| 1                                                        | Léonce Sioui     | Sans opposition |
| 2                                                        | Pierre Simard    | Sans opposition |
| 3                                                        | Berthe Simard    | Sans opposition |
| 4                                                        | Fidélio Simard   | Sans opposition |
| 5                                                        | André Lefrançois | Sans opposition |
| 6                                                        | Rémi Savard      | Sans opposition |
| Électeurs : n/a Votants : n/a Taux de participation: n/a |                  |                 |

### Sainte-Florence
| Poste/District                                           | Élu                | Type d'élection |
| -------------------------------------------------------- | ------------------ | --------------- |
| 3                                                        | Stéphane Beaudoin  | Sans opposition |
| 4                                                        | Gisèle Lévesque    | Sans opposition |
| 6                                                        | Bertrand Laliberté | Sans opposition |
| Électeurs : n/a Votants : n/a Taux de participation: n/a |                    |                 |

### Sainte-Françoise
| Poste/District                                            | Élu              | Type d'élection |
| --------------------------------------------------------- | ---------------- | --------------- |
| 2                                                         | Benoît-H. Bérubé | Sans opposition |
| 3                                                         | Simon Lavoie     | Scrutin         |
| 6                                                         | Pierre Morin     | Sans opposition |
| Électeurs : 422 Votants : 230 Taux de participation: 55 % |                  |                 |

### Sainte-Hélène
| Poste/District                                           | Élu           | Type d'élection |
| -------------------------------------------------------- | ------------- | --------------- |
| 1                                                        | Blaise Bérubé | Sans opposition |
| 2                                                        |               | Vacant          |
| 5                                                        |               | Vacant          |
| 6                                                        | Joel Moreau   | Sans opposition |
| Électeurs : n/a Votants : n/a Taux de participation: n/a |               |                 |

### Saint-Irène
| Poste/District                                           | Élu              | Type d'élection |
| -------------------------------------------------------- | ---------------- | --------------- |
| 1                                                        |                  | Vacant          |
| 2                                                        | Jacques Charette | Sans opposition |
| 3                                                        | Réjean Lévesque  | Sans opposition |
| Électeurs : n/a Votants : n/a Taux de participation: n/a |                  |                 |

### Sainte-Jeanne-d'Arc
| Poste/District                                           | Élu             | Type d'élection |
| -------------------------------------------------------- | --------------- | --------------- |
| 2                                                        | Jeannine Canuel | Sans opposition |
| 4                                                        | Kathy Perreault | Sans opposition |
| 6                                                        |                 | Vacant          |
| Électeurs : n/a Votants : n/a Taux de participation: n/a |                 |                 |